# Anaxita decorata
Anaxita decorata là một loài bướm đêm thuộc phân họ Arctiinae, họ Erebidae.